# 遮蔽
物理学において、遮蔽（しゃへい、英: screening）は、可動電荷担体の存在による電場の減衰をいう。

## 概要
この効果は電離気体（古典的プラズマ）、電解質、導電体（半導体、金属）などの電気流体の重要な性質の一つである。ある比誘電率 εR の流体中では、荷電構成粒子対は以下の式に従うクーロン力により相互作用を及ぼす。
{\displaystyle {\boldsymbol {F}}={\frac {q_{1}q_{2}}{4\pi \varepsilon _{0}\varepsilon _{R}\left|{\boldsymbol {r}}\right|^{2}}}{\hat {\boldsymbol {r}}}}
この相互作用のために、流体の理論的とりあつかいは困難となる。例えば、量子力学を素朴に用いて基底状態のエネルギー密度を計算すると無限大に発散するなどの理屈にあわない結果が得られてしまう。クーロン力は 1/r2 で減少しても、それぞれ距離 r だけ離れている粒子の平均個数は r² に比例するため、流体がきわめて等方的になるという事実が困難の源である。結果として、各点における電荷変動が大きな距離を隔てても無視できない影響を及ぼす。
実際には、この長距離相互作用は電場への応答として流体が流れるために抑制される。この流れは粒子間の「有効」相互作用を低減し、近距離に「遮蔽」されたクーロン相互作用となる。この最も単純な例としてくりこみ相互作用が挙げられる。 
たとえば、一様な正の背景電荷上を運動する電子からなる流体（1成分プラズマ）を考える。各電子は負の電荷を持つ。クーロン相互作用によれば、負電荷同士は互いに斥力を及ぼしあう。したがって、この電子は別の電子と排斥しあい、自身の周りに電子の少ない小さな領域を作り出す。この領域を正に帯電した「遮蔽正孔」として扱う。遠くから見れば、遮蔽正孔は電子による電場を中和する正電荷による影響を及ぼす。短い距離、遮蔽正孔の内部でのみ、電子の電場は検出可能となる。プラズマの場合、この効果は N-体問題計算を行うことにより明らかにすることができる。 背景電荷が陽イオンからなる場合は、電子との引力相互作用により遮蔽効果は強化される。原子物理学においては、一つ以上の電子殻を持つ原子について遮蔽効果と呼ばれる効果がみられる。プラズマ物理学においては、デバイ遮蔽と呼ばれることもある。この効果はプラズマに隣接する材料のまわりの鞘（デバイ鞘）を通じて巨視的に観測できる。

## 静電遮蔽
遮蔽を初めて理論的に扱ったのはデバイとヒュッケルであり、流体中に埋め込まれた静的点電荷について扱っている。これを静電遮蔽と呼ぶ。
重い陽イオンの背景上の電子流体を考える。単純のため、イオンの空間分布は無視し、一様な背景電荷として扱う。これが許容されるのは電子はイオンよりも軽く、より移動度が高いため、イオン間距離よりも大幅に大きい距離を考えるからである。物性物理学では、このモデルをジェリウムモデルと呼ぶ。
電子の数密度を ρ、静電ポテンシャルを φ と書くことにする。最初は、電子は一様に分布しているので各点は正味でゼロ電荷となり、したがって φ も初期状態では一定となる。
そこに、原点に固定点電荷 Q を導入する。その電荷密度分布は Qδ(r) と書ける。ここで、δ(r) はディラックのデルタ関数である。系が平衡状態に復帰したのちの電子密度と静電ポテンシャルの変化をそれぞれ Δρ(r), Δφ(r) と書くことにする。電荷密度と静電ポテンシャルはマクスウェルの方程式により次のように関係づけられる
{\displaystyle -\nabla ^{2}[\Delta \phi (r)]={\frac {1}{\varepsilon _{0}}}[Q\delta (r)-e\Delta \rho (r)]}
先に進むためには、Δρ(r) と Δφ(r) の間にもう一つの関係式を見付ける必要がある。これらの量が比例するような二つの近似を考えることができる。一つ目はデバイ–ヒュッケル近似であり、高温において有効である。もうひとつはトーマス–フェルミ近似であり、低温において有効である。

### デバイ–ヒュッケル近似
デバイ–ヒュッケル近似では、粒子がマクスウェル–ボルツマン分布に従うのに十分な高さの温度 T で熱平衡状態に保つ。空間上の各点における、エネルギー j を持つ電子の密度は次のように書ける。
{\displaystyle \rho _{j}(r)=\rho _{j}^{(0)}(r)\;\exp \!\left[{\frac {e\phi (r)}{k_{B}T}}\right]}
ここで、kB はボルツマン定数である。φ に対して摂動を加え、一次まで指数関数を展開すると、以下を得る。
{\displaystyle e\Delta \rho \simeq \varepsilon _{0}k_{0}^{2}\Delta \phi }
ここで次のように定義する。
{\displaystyle k_{0}\ {\stackrel {\mathrm {def} }{=}}\ {\sqrt {\frac {\rho e^{2}}{\varepsilon _{0}k_{B}T}}}}
関連する長さ λD ≡ 1/k0 はデバイ長と呼ばれる。デバイ長は古典プラズマのスケールにおける基本的な長さである。

### トーマス–フェルミ近似
トーマス–フェルミ近似においては、系は低温に保たれ、電子の化学ポテンシャル（フェルミ準位）が一定に保たれる（後者の条件は、実際の実験においてはグランドに対する電位差が常に一定に保たれるよう流体と電気的な接触を保つことに対応する）。化学ポテンシャル μ は電子を流体に追加するときのエネルギーと定義される。このエネルギーは運動エネルギー部分 T とポテンシャルエネルギー部分 −eφ に分けられる。化学ポテンシャルは一定に保つので、次のように書ける。
{\displaystyle \Delta \mu =\Delta T-e\Delta \phi =0}
極低温においては、電子の振る舞いは自由電子ガスと呼ばれる量子力学的モデルに近づく。したがって、T を自由電子ガスに電子を追加するエネルギー、すなわち単純にフェルミエネルギー EF により近似する。フェルミエネルギーと電子の（スピン縮退度を含む）密度との間には次のような関係式が成り立つ。
{\displaystyle \rho =2{\frac {1}{(2\pi )^{3}}}{\frac {4}{3}}\pi k_{F}^{3}\quad ,\quad E_{F}={\frac {\hbar ^{2}k_{F}^{2}}{2m}}\quad ,\quad \rho \propto E_{F}^{3/2}}
一次の摂動まで考えると、次を得る。
{\displaystyle \Delta \rho \simeq {\frac {3\rho }{2E_{F}}}\Delta E_{F}}
これを前述 Δμ についての式に代入すると次を得る。
{\displaystyle e\Delta \rho \simeq \varepsilon _{0}k_{0}^{2}\Delta \phi }
ここで、次のように定義した。
{\displaystyle k_{0}\ {\stackrel {\mathrm {def} }{=}}\ {\sqrt {\frac {3e^{2}\rho }{2\varepsilon _{0}E_{F}}}}={\sqrt {\frac {me^{2}k_{f}}{\varepsilon _{0}\pi ^{2}\hbar ^{2}}}}}
これはトーマス–フェルミ遮蔽波数ベクトルと呼ばれる。
この結果は電子同士の相互作用を無視する自由電子ガス模型の結果から導かれているため、トーマス–フェルミ近似は電子密度が低く、粒子間相互作用が比較的弱い場合にのみ有効である。

### 遮蔽されたクーロン相互作用
デバイ–ヒュッケル近似またはトーマス–フェルミ近似の結果を元のマクスウェル方程式に代入することができる。すると、次を得る。
{\displaystyle \left[\nabla ^{2}-k_{0}^{2}\right]\phi (r)=-{\frac {Q}{\varepsilon _{0}}}\delta (r)}
これは遮蔽されたポアソン方程式と呼ばれる。その解は次のように得られる。
{\displaystyle \phi (r)={\frac {Q}{4\pi \varepsilon _{0}r}}e^{-k_{0}r}}
これを遮蔽されたクーロンポテンシャルと呼ばれる。これは、クーロンポテンシャルに指数減衰項を乗じたものであり、その指数部はデバイ–ヒュッケル波数ベクトルまたはトーマス–フェルミ波数ベクトルの大きさ k0 である。この形は湯川ポテンシャルと同一の形式を持つ。この遮蔽による誘電率関数は ε(r) = e−k0r のように得られる。

### プラズマ遮蔽への古典力学的多体問題アプローチ
古典力学的 N 体アプローチにより電場の遮蔽とランダウ減衰を共に導出することができる。It deals with a single realization of a one-component plasma whose electrons have a velocity dispersion（熱的プラズマでは、デバイ長を半径とする体積、すなわちデバイ球内には多数の電子が含まれる）。自分達の作り出した電場の中を運動する電子の線形化された運動方程式は {\displaystyle {\mathcal {E}}\Phi =S} のように書ける。ここで、{\displaystyle {\mathcal {E}}} は線形作用素、S は粒子に起因する電場源項、Φ は静電ポテンシャルのフーリエ・ラプラス変換である。 {\displaystyle {\mathcal {E}}} 中の連続分布に対する積分を個々の電子についての総和におきかえると、ε(k, ω) Φ(k, ω) = S(k, ω)が得られる。ここで、 ε(k, ω) は古典的ブラソフ方程式から計算できるプラズマ誘電関数、k は波数ベクトル、ω は周波数、S(k, ω) は粒子に起因する N 個の電場源項である。
逆フーリエ・ラプラス変換により、各粒子に起因するポテンシャルは二つの部分の和となる。一つは粒子によるラングミュア波（プラズマ中の波）の励起項であり、試験粒子に対する線形化されたブラソフの計算から得ることができる)。熱プラズマおよび熱粒子については、遮蔽されたポテンシャルは上述の遮蔽されたクーロンポテンシャルである。粒子速度が大きい場合には、ポテンシャルは変化する。{\displaystyle S({\boldsymbol {k}},\omega )} 中の連続分布関数に対する積分を粒子についての総和に置き換えると、ランダウ減衰を計算できるブラソフの式が得られる。

### 量子力学的遮蔽
実際の金属中では、電場の遮蔽はトーマス＝フェルミ理論で説明されるよりもはるかに複雑である。これは、トーマス＝フェルミ理論では運動電荷（電子）がどんな波数に対しても応答すると仮定しているためである。しかし、フェルミ面上もしくはそれよりも下に存在する電子は、フェルミ波数よりも短い波数にしかエネルギー的に応答することができない。これは、空間的に細かく変動する関数をフーリエ級数で近似するには多数の項が必要になるという、ギブズ現象に関連がある。物理学ではこれはフリーデル振動と呼ばれ、表面遮蔽にもバルク遮蔽にも適用できる。どちらの場合でも電場は総体として空間的に指数関数的にではなく、反比例関数に振動項をかけた形で減衰する。多体物理学の分野では、固体物理学との関連から量子力学的遮蔽に関して多くの労力が費やされている。